# Hugo III van Lusignan
Hugo III van Lusignan bijgenaamd de Wijze (overleden in 1012) was van 967 tot aan zijn dood heer van Lusignan. Hij behoorde tot het huis Lusignan.

## Levensloop
Hugo III was de zoon van heer Hugo II van Lusignan en diens onbekend gebleven echtgenote. In 967 volgde hij zijn vader op als heer van Lusignan.
Hij bevestigde de schenking van de kerk van Mezeaux die een van zijn vazallen deed aan het Saint-Cyprienklooster. Ook gaf hij het klooster de gebruiksrechten over de bossen en de wegen tussen Lusignan en Poitiers. Bovendien kreeg hij van Emma van Blois, echtgenote van hertog Willem IV van Aquitanië, de belastinginkomstrechten over de abdij van Saint-Maixent.
Hugo III huwde in 967 met ene Arsendis. Hun zoon Hugo IV (overleden in 1026) volgde hem na zijn overlijden in 1012 op als heer van Lusignan.